# Max Manus: Man of War
Max Manus: Man of War es una película noruega-alemana y danesa estrenada el 19 de diciembre del 2008 y dirigida por Joachim Rønning y Espen Sandberg.
La película cuenta la verdadera historia de uno de los sabotajes más brillantes ocurridos durante la Segunda Guerra Mundial liderado por los noruegos y su batalla por superar los demonios internos.
El estreno de la película en diciembre del 2008 contó con la asistencia del Rey Harald V de Noruega, así como con los verdaderos miembros de la resistencia Tikken Lindebrække-Manus y Gunnar Sønsteby, entre otros asistentes notables...

## Historia
Después de luchar contra los soviéticos como voluntario durante la Guerra de Invierno en Finlandia, Max Manus regresa a Noruega y descubre que ha sido ocupada por los nazis. Cuando Max decide unirse a un movimiento de resistencia noruega que lucha contra los alemanes es detenido, cuando logra escapar hacia Escocia recibe entrenamiento del British Commandos antes de regresar a Noruega, donde comienza la misión de sabotaje contra las fuerzas alemanas.
Él y su amigo Gregers Gram son enviados en la primera misión: realizar un ataque a los barcos de suministro alemanes. Max, Gregers y los miembros de la resistencia tienen éxito y pronto se convierten en el objetivo especial del jefe local de la Gestapo, Siegfried Fehmer. Max logra evitar ser capturado y junto a Gram y Gunnar Sønsteby forman la llamada “Oslo Gang”.
Estocolmo, un lugar neutral en Suecia, pronto se vuelve el punto de encuentro para los noruegos del servicio militar aliado, ahí Max conoce a Tikken gracias a Gram. Tikken trabaja como contacto noruego para el consulado británico, y pronto ella y Manus comienzan a desarrollar una relación especial. A medida que la guerra se vuelve más y más brutal, muchos amigos de Max pierden la vida en su lucha contra los alemanes, por lo que Manus comienza a culparse a sí mismo por ser uno de los que sobrevive.
Después de la guerra, Max se encuentra nuevamente con Fehmer, quien ahora está preso y se da cuenta de que en realidad todos son víctimas de la falta de sentido de la guerra.

## Personajes

### Personajes principales
| Actor                | Personaje                               | Ocupación                                      | Notas |
| -------------------- | --------------------------------------- | ---------------------------------------------- | ----- |
| Aksel Hennie         | Max Manus                               | Miembro de la Resistencia Antinazi Noruega     | -     |
| Ken Duken            | Siegfried Fehmer                        | Oficial de la Gestapo Alemana                  | -     |
| Christian Rubeck     | Kolbein Lauring                         | Miembro de la Resistencia Noruega              | -     |
| Pål Sverre Hagen     | Roy Nilsen                              | Miembro de la Resistencia Noruega              | -     |
| Jakob Oftebro        | Lars Emil Erichsen                      | Miembro de la Resistencia Noruega              | -     |
| Nicolai Cleve Broch  | Gregers Gram                            | Miembro de la Resistencia Noruega              | -     |
| Petter Næss          | Capt. Martin Linge                      | Comandante y miembro de la Resistencia Noruega | -     |
| Agnes Kittelsen      | Ida Nikoline "Tikken" Lindebrække-Manus | Miembro de la Resistencia Antinazi Noruega     | -     |
| Kyrre Haugen Sydness | Jens Christian Hauge                    | Miembro y Líder de la Resistencia Noruega      | -     |
| Knut Joner           | Gunnar Sønsteby                         | Miembro de la Resistencia Noruega              | -     |
| Mats Eldøen          | Edvard Tallaksen                        | Miembro de la Resistencia Noruega              | -     |
| Stig Henrik Hoff     | Eilertsen                               | Capitán de la Policía                          | -     |
| Ron Donachie         | John Skinner Wilson                     | Coronel                                        | -     |
| Oliver Stokowski     | Karl Höhler                             | Oberscharführer alemán                         | -     |
| Viktoria Winge       | Solveig Johnsrud                        | -                                              | -     |

### Personajes secundarios
| Actor                     | Personaje             | Ocupación                                      | Notas |
| ------------------------- | --------------------- | ---------------------------------------------- | ----- |
| Stig Hoffmeyer            | Haakon VII de Noruega | Rey de Noruega                                 | -     |
| Eirik Evjen               | Sigurd Jacobsen       | Miembro de la Resistencia Noruega              | -     |
| Sondre Krogtoft Larsen    | Dick Zeiner-Henriksen | Empresario y miembro de la Resistencia Noruega | -     |
| Erik Aleksander Schjerven | Jon Hatland           | Miembro de la Resistencia Noruega              | -     |
| Rolf Kristian Larsen      | Olav                  | -                                              | -     |
| Jeppe Beck Laursen        | Per Thorsen           | -                                              | -     |
| Knut Husebø               | Carl Semb             | Doctor noruego                                 | -     |
| Erik Hivju                | Nordlie               | Doctor                                         | -     |
| Julia Bache-Wiig          | Liv                   | Enfermera                                      | -     |
| Kjersti Holmen            | Sra. Jacobsen         | -                                              | -     |

### Personajes menores
| Actor                    | Personaje | Ocupación                 | Notas |
| ------------------------ | --------- | ------------------------- | ----- |
| Nils Düwell              | -         | Doble agente alemán       | -     |
| Patrick Güldenberg       | -         | Marino alemán             | -     |
| Kimmo Rajala             | -         | Soldado finlandés         | -     |
| Jens Neumann             | -         | Soldado alemán            | -     |
| Hans Thomas Holm         | -         | Oficial alemán            | -     |
| Maxim Volchek            | -         | Soldado ruso              | -     |
| Andreas Heise            | -         | Soldado alemán            | -     |
| Brandolf Brandt          | -         | Guardia alemán            | -     |
| Stian Dahlslett          | -         | Guardia alemán            | -     |
| Bartek Kaminski          | -         | Policía                   | -     |
| Peter Forde              | -         | Soldado alemán            | -     |
| Henrik Horge             | -         | Oficial de la policía     | -     |
| Christoffer Elisenberg   | -         | Trabajador                | -     |
| Fredrik Lindberg Nielsen | -         | Trabajador                | -     |
| Adam Smith               | -         | Cabo del ejército         | -     |
| Ronny Vedal              | -         | Soldado alemán            | -     |
| Stian Svendsen           | -         | Civil                     | -     |
| Benedicte Langseth       | -         | Joven en el Departamento  | -     |
| Julia Thurnau            | -         | Amante del oficial alemán | -     |
| Lise Risom Olsen         | -         | Amante nazi               | -     |
| Alan Marsh               | -         | -                         | -     |

## Premios y nominaciones
La película recibió 12 premios y 4 nominaciones, entre las que se encuentran:
| Año  | Categoría                             | Premio              | Nominados (as)                        | Resultado |
| ---- | ------------------------------------- | ------------------- | ------------------------------------- | --------- |
| 2009 | Best Actor                            | Amanda Award        | Aksel Hennie                          | Ganó      |
| 2009 | Best Supporting Actress               | Amanda Award        | Agnes Kittelsen                       | Ganó      |
| 2009 | Best Film                             | Amanda Award        | John M. Jacobsen y Sveinung Golimo    | Ganaron   |
| 2009 | Best Screenplay                       | Amanda Award        | Thomas Nordseth-Tiller                | Ganó      |
| 2009 | Best Cinematography                   | Amanda Award        | Geir Hartly Andreassen                | Ganó      |
| 2009 | Best Sound Design                     | Amanda Award        | Baard H. Ingebretsen y Tormod Ringnes | Ganaron   |
| 2009 | Public Choice                         | Public Choice Award | Max Manus                             | Ganó      |
| 2009 | Best Supporting Actor                 | Amanda Award        | Nicolai Cleve Broch                   | Nominado  |
| 2009 | Best Direction                        | Amanda Award        | Espen Sandberg y Joachim Rønning      | Nominados |
| 2009 | Best Editing                          | Amanda Award        | Anders Refn                           | Nominado  |
| 2009 | Best Production Design                | Amanda Award        | Karl Júlíusson                        | Nominado  |
| 2009 | Best Female Actress in a Leading Role | Kanonprisen Award   | Agnes Kittelsen                       | Ganó      |
| 2009 | Best Cinematography                   | Kanonprisen Award   | Geir Hartly Andreassen                | Ganó      |
| 2009 | Best Original Screenplay              | Kanonprisen Award   | Thomas Nordseth-Tiller                | Ganó      |
| 2009 | Best Producer                         | Kanonprisen Award   | John M. Jacobsen y Sveinung Golimo    | Ganaron   |
| 2009 | Best Sound Design                     | Kanonprisen Award   | Tormod Ringnes y Baard H. Ingebretsen | Ganaron   |

## Producción
La película fue dirigida por Joachim Rønning y Espen Sandberg, contó con el escritor Thomas Nordseth-Tiller.
Producida por Sveinung Golimo y John M. Jacobsen, en coproducción con Nordseth-Tiller, Jonas Allen, Peter BoseThomas y Rudi Teichmann. También contó con el productor supervisor Petter J. Borgli, así como el productor de posproducción Marcus B. Brodersen y el productor de línea Jan Eirik Langoen.
La música estuvo a cargo de Trond Bjerknes, la cinematografía fue realizada por Geir Hartly Andreassen, mientras que la edición estuvo en manos de Anders Refn.
La película fue filmada en Oslo y en Norsk film A/S, Bekkestua, Bærum, Akershus, en Noruega, así como en Ardkinglas House, Cairndow y en Inveraray, Argyll and Butene, en Escocia, Reino Unido.
Contó con las compañías de producción "B&T Film", "Filmkameratene A/S", "Miso Film", "Roenbergfilm", "Norsk Filminstitutt", "Det Danske Filminstitut", "Nordic Film och TV Fund" y "Eurimages Council of Europe". Así como las compañías de efectos especiales "Dansk Speciel Effekt Service", "Fiksern as" y "Storm Studio". Otras compañías que participaron fueron "CinePostproduction", "Dagslys", "Dolby Laboratories", "Film Finances", "Hobbart & Hobbart" y "MovieScore Media".
En el 2008 la película fue distribuida por "Nordisk Filmdistribusjon" en los cines de Noruega.
En el 2009 fue distribuida por "Nordisk Film Biografdistribution" en el cine de Dinamarca, por "Nordisk Filmdistribusjon" en Blu-ray en Noruega, por "Nordisk Film" en DVD, Blu-ray y en los cines de Suecia, por "Revolver Entertainment" en Blu-ray y los cines del Reino Unido, por "Alberto Bitelli Intl. Films" en Brasil, por "Capelight Pictures" en Alemania y por "Showgate" en Japón. 
En el 2010 fue distribuida por "D Films" por todos los medios en Estados Unidos, por "Indies Home Entertainment" en DVD y por "Movie Bank" ambos en los Países Bajos, por "Sony Pictures Home Entertainment" en DVD en Canadá.
En el 2011 fue distribuida por "Music Box Films" en los cines y por "Music Box Films Home Entertainment" en DVD ambos en los Estados Unidos, por "Interfilm" en DVD de Japón y por "Yleisradio (YLE)" en la televisión de Finlandia.
En el 2012 fue distribuida por "FST5" en la televisión de Finlandia.
En el 2014 fue distribuida por "Red Apollo Group" en China.

### Emisión en otros países
| País           | Título                       | Fecha de Estreno |
| -------------- | ---------------------------- | --- |
| Alemania       | -                            | 26 de septiembre de 2009 (en el "Hamburg Film Festival") 11 de febrero de 2010                                                                          |
| Brasil         | Max Manus: O Homem da Guerra | - |
| Canadá         | -                            | 18 de septiembre de 2009 (en el "Toronto International Film Festival") 2 de abril de 2010                                                               |
| China          | -                            | 2014 |
| Dinamarca      | Frihedskæmperen Max Manus    | 7 de enero de 2010 |
| España         | Max Manus                    | 27 de abril de 2012 (estreno en televisión) |
| Estados Unidos | Max Manus: Man of War        | octubre de 2009 (en el "Hamptons International Film Festival") enero de 2010 (en el "Palm Springs International Film Festival") 3 de septiembre de 2010 |
| Finlandia      | Max Manus                    | 15 de enero de 2011 (estreno en televisión) |
| Francia        | Opération sabotage           | - |
| Hungría        | -                            | 3 de diciembre de 2009 |
| Indonesia      | -                            | 17 de septiembre de 2009 |
| Japón          | -                            | 25 de marzo de 2011 (por DVD) |
| Países Bajos   | Max Manus: A Man of War      | 3 de agosto de 2010 (por DVD) |
| Polonia        | Max Manus                    | - |
| Reino Unido    | Max Manus: Man of War        | 5 de junio de 2009 15 de junio de 2009 (estreno en DVD)                                                                                                 |
| Rusia          | Макс Манус: Человек войны    | - |
| Serbia         | Maks Manus, čovek rata       | - |
| Suecia         | -                            | 19 de marzo de 2009 (por "Norska Filmdagar") 15 de mayo de 2009 enero de 2010 (en el "Göteborg International Film Festival")                            |